# Beryl Bainbridgeová
Beryl Margaret Bainbridgeová (21. listopadu 1932 Liverpool – 2. července 2010 Londýn) byla anglická spisovatelka, která byla známa především svými psychologickými romány z dělnického prostředí, jež jsou někdy též označovány za thrillery. Britský deník The Times ji v roce 2008 zařadil na seznam padesáti největších britských spisovatelů po roce 1945. Její román The Bottle Factory Outing zařadil britský deník The Guardian v roce 2003 mezi sto nejvýznamnějších románů všech dob. Pětkrát byla nominována na Bookerovu cenu, ale nikdy neuspěla. Dvakrát vyhrála Whitbread Award za nejlepší román (1977 za V prodlouženém čase a v roce 1996 za Zachraň se, kdo můžeš). V roce 2003 obdržela Cenu Davida Cohena. V roce 2000 byla vyznamenána Řádem britského impéria. Tři její romány byly zfilmovány: Sweet William (1980), The Dressmaker (1988) a An Awfully Big Adventure (1995). K první filmové adaptaci napsala sama scénář.
Martin Hilský její poetiku popsal slovy: "Téměř vždy zakládá své prózy na nějaké více či méně absurdní nehodě. Pro ironickou, tragikomickou stylizaci jejích knížek je příznačné, že k těmto nehodám dochází spíše trapným nedorozuměním než úmyslně a že jejich bezděčným původcem je vždycky člověk mírný, bázlivý a zcela nevýjimečný".
Od 90. let 20. století psala též divadelní kritiky pro měsíčník The Oldie. Před vstupem do literatury byla herečkou. V roce 1958 se pokusila o sebevraždu.

### Romány
- A Weekend with Claude (1967)
- Another Part of the Wood (1968)
- Harriet Said... (1972)
- The Dressmaker (1973)
- The Bottle Factory Outing (1974)
- Sweet William (1975)
- A Quiet Life (1976)
- Injury Time (1977)
- Young Adolf (1978)
- Another Part of the Wood (1979)
- Winter Garden (1980)
- A Weekend with Claude (1981)
- Watson's Apology (1984)
- Filthy Lucre (1986)
- An Awfully Big Adventure (1989)
- The Birthday Boys (1991)
- Every Man for Himself (1996)
- Master Georgie (1998)
- According to Queeney (2001)
- The Girl in the Polka Dot Dress (2011)

### Sbírky povídek
- Mum and Mr. Armitage (1985)
- Collected Stories (1994)
- Northern Stories Vol. 5 (1994)

### Publicistika
- English Journey, or The Road to Milton Keynes (1984)
- Forever England: North and South (1987)
- Something Happened Yesterday (1993)
- Front Row: Evenings at the Theatre (2005)

### Česká vydání
- Podnikový výlet; V prodlouženém čase, Praha, Odeon 1981 (překlad Hana Bělohradská)
- Zachraň se, kdo můžeš, Praha, Odeon 1998 (překlad Jiří Lexa)
- Watsonova obhajoba, Praha, Olympia 2002 (překlad Alena Jindrová-Špilarová)
- Dívka v puntíkových šatech, Brno, Jota 2011 (překlad Anežka Sedláková)